# Pattinaggio di velocità ai XII Giochi olimpici invernali
Ai XII Giochi olimpici invernali del 1976 a Innsbruck (Austria), vennero assegnate medaglie in nove specialità del pattinaggiò di velocità.

## Risultati

### Gare maschili

#### 500 m
| Posizione | Atleta           | Nazione          | Tempo |
| --------- | ---------------- | ---------------- | ----- |
| 1         | Evgenij Kulikov  | Unione Sovietica | 39,17 |
| 2         | Valerij Muratov  | Unione Sovietica | 39,25 |
| 3         | Daniel Immerfall | Stati Uniti      | 39,54 |
| 4         | Mats Wallberg    | Svezia           | 39,56 |
| 5         | Peter Mueller    | Stati Uniti      | 39,57 |
| 6         | Arnulf Sunde     | Norvegia         | 39,78 |

#### 1000 m
| Posizione | Atleta          | Nazione          | Tempo   |
| --------- | --------------- | ---------------- | ------- |
| 1         | Peter Mueller   | Stati Uniti      | 1:19,32 |
| 2         | Jørn Didriksen  | Norvegia         | 1:20,45 |
| 3         | Valerij Muratov | Unione Sovietica | 1:20,57 |
| 4         | Alex Safronow   | Unione Sovietica | 1:20,84 |
| 5         | Hans van Helden | Paesi Bassi      | 1:20,85 |
| 6         | Gaétan Boucher  | Canada           | 1:21,23 |

#### 1500 m
| Posizione | Atleta            | Nazione          | Tempo   |
| --------- | ----------------- | ---------------- | ------- |
| 1         | Jan Egil Storholt | Norvegia         | 1:59,38 |
| 2         | Jurij Kondakov    | Unione Sovietica | 1:59,97 |
| 3         | Hans van Helden   | Paesi Bassi      | 2:00,87 |
| 4         | Sergej Riabew     | Unione Sovietica | 2:02,15 |
| 5         | Daniel Carroll    | Stati Uniti      | 2:02,26 |
| 6         | Piet Kleine       | Paesi Bassi      | 2:02,28 |

#### 5000 m
| Posizione | Atleta           | Nazione          | Tempo   |
| --------- | ---------------- | ---------------- | ------- |
| 1         | Sten Stensen     | Norvegia         | 7:24,28 |
| 2         | Piet Kleine      | Paesi Bassi      | 7:26,47 |
| 3         | Hans van Helden  | Paesi Bassi      | 7:26,54 |
| 4         | Viktor Warlamow  | Unione Sovietica | 7:30,97 |
| 5         | Klaus Wunderlich | Germania Est     | 7:33,82 |
| 6         | Daniel Carroll   | Stati Uniti      | 7:36,46 |

#### 10000 m
| Posizione | Atleta          | Nazione          | Tempo    |
| --------- | --------------- | ---------------- | -------- |
| 1         | Piet Kleine     | Paesi Bassi      | 14:50,59 |
| 2         | Sten Stensen    | Norvegia         | 14:53,30 |
| 3         | Hans van Helden | Paesi Bassi      | 15:02,02 |
| 4         | Viktor Warlamow | Unione Sovietica | 15:06,06 |
| 5         | Oerjan Sandler  | Svezia           | 15:16,21 |
| 6         | Colin Coates    | Australia        | 15:16,80 |

### Gare femminili

#### 500 m
| Posizione | Atleta              | Nazione          | Tempo |
| --------- | ------------------- | ---------------- | ----- |
| 1         | Sheila Young        | Stati Uniti      | 42,76 |
| 2         | Cathy Priestner     | Canada           | 43,12 |
| 3         | Tat'jana Averina    | Unione Sovietica | 43,17 |
| 4         | Leah Poulos         | Stati Uniti      | 43,21 |
| 5         | Wera Krasnova       | Unione Sovietica | 43,23 |
| 6         | Ljubow Sadscfhikowa | Unione Sovietica | 43,80 |

#### 1000 m
| Posizione | Atleta           | Nazione          | Tempo   |
| --------- | ---------------- | ---------------- | ------- |
| 1         | Tat'jana Averina | Unione Sovietica | 1:28,43 |
| 2         | Leah Poulos      | Stati Uniti      | 1:28,57 |
| 3         | Sheila Young     | Stati Uniti      | 1:29,14 |
| 4         | Silvia Burka     | Canada           | 1:29,47 |
| 5         | Monika Holzner   | Germania Ovest   | 1:29,54 |
| 6         | Cathy Priestner  | Canada           | 1:29,66 |

#### 1500 m
| Posizione | Atleta             | Nazione          | Tempo   |
| --------- | ------------------ | ---------------- | ------- |
| 1         | Galina Stepanskaja | Unione Sovietica | 2:16,58 |
| 2         | Sheila Young       | Stati Uniti      | 2:17,06 |
| 3         | Tat'jana Averina   | Unione Sovietica | 2:17,96 |
| 4         | Lisibeth Korsmo    | Norvegia         | 2:18,99 |
| 5         | Karin Kessow       | Germania Est     | 2:19,05 |
| 6         | Leah Poulos        | Stati Uniti      | 2:19,11 |

#### 3000 m
| Posizione | Atleta              | Nazione          | Tempo   |
| --------- | ------------------- | ---------------- | ------- |
| 1         | Tat'jana Averina    | Unione Sovietica | 4:45,19 |
| 2         | Andrea Mitscherlich | Germania Est     | 4:45,23 |
| 3         | Lisbeth Korsmo      | Norvegia         | 4:45,24 |
| 4         | Karin Kessow        | Germania Est     | 4:45,60 |
| 5         | Ines Bautzmann      | Germania Est     | 4:46,67 |
| 6         | Sylvia Filipsson    | Svezia           | 4:48,15 |

## Medagliere per nazioni
| Pos | Nazione          | Oro | Argento | Bronzo | Totale |
| --- | ---------------- | --- | ------- | ------ | ------ |
| 1   | Unione Sovietica | 4   | 2       | 3      | 9      |
| 2   | Stati Uniti      | 2   | 2       | 2      | 6      |
| 3   | Norvegia         | 2   | 2       | 1      | 5      |
| 4   | Paesi Bassi      | 1   | 1       | 3      | 5      |
| 5   | Germania Est     | 0   | 1       | 0      | 1      |
| 5   | Canada           | 0   | 1       | 0      | 1      |